# لكلر (هشترود)
لكلر هي قرية في مقاطعة هشترود، إيران. عدد سكان هذه القرية هو 80 في سنة 2006.